# Archive
Gli Archive sono un gruppo musicale britannico, formatosi a South London nel 1994, capitanato dai due tastieristi Darius Keeler (leader del gruppo, nato il 29 aprile 1971) e Danny Griffiths (nato il 6 giugno 1970).

## Stile
Nascono nella metà degli anni novanta come un gruppo trip hop, sulla stessa scena di gruppi come Massive Attack e Portishead, ma l'evoluzione del loro progetto li ha portati a superare le limitazioni dello stile degli esordi e ad allontanarsene, sebbene qualche eco sia presente in alcuni pezzi. Le loro sonorità sono oggi molto più ampie, e spaziano dall'acustica all'elettronica, dall'ambient alla musica psichedelica, passando per il progressive rock, che è probabilmente la definizione più frequentemente impiegata dai membri del gruppo per descrivere la propria musica nelle interviste. Elementi quali il mélange de genre, la complessità della scrittura musicale, le lunghe parti strumentali e gli elementi melodici hanno creato una sonorità propria e caratteristica. Nonostante il gruppo vero e proprio siano Darius Keeler e Danny Griffiths, essi al termine "band" preferiscono quello di "collettivo".

## Carriera

### Prime produzioni
Darius Keeler e Danny Griffiths, entrambi della zona sud di Londra, si conoscono nel 1990 sulla scena House UK hardcore. Lavorano sia separatamente che insieme, a diversi progetti musicali per alcuni anni.
Darius Keeler, polistrumentista (suona tastiere, pianoforte, basso elettrico, chitarra, batteria, corno francese, tromba), leader e principale compositore dei brani del gruppo, conosce Danny Griffiths (che suona tastiere, basso e chitarra) nei primi anni '90 in un progetto musicale di suo fratello, anch'egli musicista. I due iniziarono ad entrare in forte sintonia, sia musicale che personale, fino a decidere di staccarsi dal progetto e continuare per conto proprio.
Keeler conosce il giovane rapper Rosko John durante un periodo che Griffiths trascorre in Australia, il quale invece presenta al suo collega la cantante iraniana Roya Arab, con la quale Keeler avrà anche una breve relazione. Al suo ritorno a Londra, nel 1994, nascono gli Archive, il cui nome venne in mente a Keeler nel periodo in cui Griffiths era in Australia. Ben presto ottengono un contratto, e nel 1996 viene dato alle stampe il loro primo lavoro discografico. Si tratta di Londinum, registrato insieme a Roya Arab e a Rosko John. Al disco collabora anche il chitarrista Karl Hyde degli Underworld. Il genere che prevale nell'album è il trip hop, ma troviamo anche la presenza di influenze rap e psichedeliche. L'album ottiene un buon successo e il plauso della critica ma, a causa di divergenze artistiche, la band si separa dai suoi vocalist nello stesso anno.
Infatti Roya Arab (insieme a John) interrompe la collaborazione con la band e viene sostituita nel 1997 dalla cantante scozzese Suzanne Wooder come voce femminile del gruppo. Con quest'ultima pubblicano nel 1999 Take My Head (Small, etichetta di Sony Music). L'album è più melodico; l'utilizzo del trip hop viene sostituito con quello del trip pop. Questo passaggio di genere causa la perdita di alcuni fans, fedeli allo stile del primo album.

### Primi anni 2000
Nel 2001, dopo aver firmato un contratto con Warner Music, il gruppo ringrazia Suzanne Wooder per le produzioni passate e accoglie una nuova voce, il cantautore irlandese Craig Walker, in precedenza cantante del gruppo punk irlandese Power of Dreams. Con l'arrivo di Walker, il cambiamento di genere è drastico: il gruppo predilige adesso nei suoi lavori il rock psichedelico e progressivo molto più dark, ispirato alle sonorità di gruppi come Pink Floyd, Radiohead e Mogwai. Nel primo album registrato con Walker partecipa anche la cantante italiana Maria Quintile (conosciuta anche come Maria Q), che tornerà poi a collaborare stabilmente con il collettivo nel 2006.
Con Walker, gli Archive registrano e pubblicano, tra il 2002 e il 2004, tre album: You All Look the Same to Me (2002), Michel Vaillant (2003) Noise (2004). Il secondo di questi tre album viene prodotto per la colonna sonora del film Adrenalina blu - La leggenda di Michel Vaillant  di Louis-Pascal Couvelaire, pubblicato nel novembre 2003.
Nel 2004 il gruppo avvia un tour europeo senza Craig Walker, che (come descritto in una nota diffusa sul sito della band) lascia il gruppo per motivi professionali. In una domanda postagli da un fan italiano nel 2021, aveva dichiarato, tristemente, di non essere più in contatto diretto con Darius e Danny, ma di ricordare con molto piacere gli anni in cui hanno lavorato insieme. In ogni caso, nel 2024 Walker tornerà a collaborare con il collettivo, dopo 20 anni.
Nel tour Walker verrà sostituito dal cantautore inglese Dave Pen, già frontman del duo BirdPen.

### Archive come collettivo
Nell'autunno 2004 viene annunciato che Dave Pen, oltre a sostituire Walker nel tour di Noise, diventa collaboratore fisso del collettivo. Nel corso del tour, e precisamente a Vienna, i due membri storici degli Archive incontrano il cantante anglo-americano Pollard Berrier (cantante dei Bauchklang). Quest'ultimo fornisce a Darius una demo con l'intenzione di avviare un progetto parallelo con lui e Griffith, ma in seguito, nel settembre 2005, viene invitato a provare e registrare col gruppo ai Southside Studios di Londra e cantare sui pezzi che loro componevano. Berrier diventerà così, all'interno del collettivo, cantante, paroliere e talvolta chitarrista ritmico.
Per gli Archive inizia una nuova fase. Il gruppo, costituito ora da quattro musicisti (due membri e due turnisti) viene ulteriormente ampliato da diverse collaborazioni in occasione della scrittura del successivo album Lights (maggio 2006). Darius, Dan e Pollard scrivono assieme sette pezzi (con Darius che componeva principalmente musiche, e Dan e Pollard che scrivevano i testi), Dave Pen collabora in tre, Maria Q canta in una traccia. Il gruppo non è più una "frontman band", ma un vero e proprio collettivo. Lights ottiene un buon successo in tutta Europa (soprattutto Francia, Grecia e Polonia) e porta il gruppo ad esibirsi in numerosi festival continentali.
Nel maggio 2009 viene dato alle stampe l'album più acclamato della band, Controlling Crowds. Il disco ha raggiunto la prima posizione nelle classifiche di diversi Stati, tra cui Francia Grecia e Germania. In Svizzera raggiunge la seconda posizione, in Lussemburgo la quinta. Dall'album viene estratto il singolo Bullets, che rappresenta il maggior successo commerciale della band fino ad oggi. Raggiunge il numero uno in Grecia, Polonia, Francia, Svizzera e Germania. La grande sorpresa però è rappresentata dal fatto che in questo lavoro torna a lavorare col gruppo il rapper Rosko John, il cui contributo conferisce al settimo album della band ulteriore profondità.
Nel settembre dello stesso anno viene pubblicato il seguito di Controlling Crowds, con il titolo Controlling Crowds Part IV , composto di pezzi registrati in studio, ma non prodotti nel marzo 2009. È accompagnato dal singolo The Empty Bottle. Archive Il tour Controlling Crowds, iniziato prima della sua uscita, registra cinquanta concerti esauriti tra il settembre 2009 e il febbraio 2010.

### Anni 2010
A fine 2010 Keeler e Griffiths compongono tre tracce contenute nell'album Bleu noir della cantautrice ed icona pop francese Mylène Farmer.
Le tracce s'intitolano Light me up, Leila e Diabolique mon ange e di queste Darius ha composto le musiche e Steeve Harris, Smiley et Jonathan Noyce hanno partecipato alla registrazione.
Nel 2011 esce il DVD Live in Athens, che ben esprime l'energia delle esibizioni dal vivo della band. Durante il tour dello lo stesso anno, in varie date gli Archive si esibiscono assieme ad un'orchestra.
Nel maggio 2012 la band conferma la notizia della pubblicazione di un nuovo lavoro. Il 27 agosto seguente viene pubblicato dalla loro label Dangervisit Records, l'album With Us Until You're Dead. L'album viene seguito da un tour europeo iniziato in ottobre. Al gruppo si è unita una nuova cantante, Holly Martin, che canta Violently, primo singolo e anteprima promozionale dell'album, pubblicato sul sito degli Archive nel maggio 2012. Il lavoro fonde elementi orchestrali, elettronici, progressive ed ha un'impronta più personale dei precedenti, come suggerito dallo stesso Keeler. L'integrazione della nuova cantante permette nuovi interessanti arrangiamenti dal vivo anche dei vecchi pezzi.
Nel novembre 2013 Archive annunciano i dettagli di quello che è ad oggi il loro progetto più ambizioso: un nuovo album intitolato Axiom, accompagnato da un cortometraggio di quaranta minuti, realizzato dal collettivo spagnolo NYSU. Il film è presentato in anteprima al London Sundance Film Festival il 25 aprile 2014. Si tratta di una pellicola metaforica ed allegorica - Axiom è il nome di un'isola circondata da scogliere rocciose in cui una campana decide il destino degli abitanti - ma strettamente correlata ai testi dei pezzi musicali, che sono stati considerati dal regista Jesus Hernandez come il copione del fim. La prima esecuzione pubblica del nuovo materiale dal vivo - simultanea alla proiezione del film - è fissata il 29 maggio 2014 al Roundhouse di Londra. Nello stesso mese è programmata l'uscita dell'album in CD con DVD allegato e vinile.
Keeler ha definito Axiom come un side project nella discografia di Archive. Il collettivo inglese resta impegnato nella preparazione di un nuovo album la cui uscita era inizialmente prevista per febbraio 2015.
Il 20 ottobre 2014 Archive annunciano ufficialmente che l'uscita del nuovo progetto è stata fissata per il 12 gennaio 2015. L'album, prodotto dal collaboratore di lunga data della band Jerome Devoise, si chiamerà Restriction e conterrà 12 pezzi, tre dei quali, Black and Blue, Kid Corner e Feel it, vengono pubblicati assieme e immediatamente come singoli. Questa scelta inusuale, anche rispetto alle abitudini della band, viene motivata dalla natura dell'album, concepito dalla band come insieme di tracce singolarmente forti. Contestualmente viene annunciato il Restriction 2015 Tour, un tour Europeo che partirà a fine febbraio.
Nel 2016 esce il loro undicesimo album, The False Foundation, caratterizzato da sonorità notevolmente sperimentali ed elettroniche.

### Anni 2020
Tra il 2020 e il 2021, Darius Keeler (attraverso un video di Instagram) annuncia l'arrivo di due nuovi lavori del gruppo nel 2022: un album, che s'intitolerà "Call To Arms And Angels", e una colonna sonora per il documentario Super8.
Il 23 agosto 2022, a ridosso dell'inizio del tour europeo, Darius Keeler annuncia di essersi sottoposto ad una delicata operazione a causa di un tumore al colon. La prognosi è stata di completa guarigione, ma ha annunciato anche che sotto consiglio dei chirurghi dovrà stare a riposo per un anno, pertanto il tour (con una data italiana) sarà rimandato al 2023.
Nel 2023 la band esegue il tour dopo la guarigione definitiva di Keeler.
Nel 2024, dopo vent'anni, torna a collaborare con la band il cantante Craig Walker, con cui registrano due nuovi singoli: Personal Army e My Last.

## Membri

### Formazione ufficiale
- Darius Keeler - tastiera, pianoforte, sintetizzatore, orchestrazione, produzione, arrangiamenti (1994-presente)
- Danny Griffiths - tastiera, effetti sonori, produzione, arrangiamenti (1994-presente)

### Membri aggiuntivi
- Steve "Smiley" Barnard - batteria (2001-presente)
- Dave Pen - voce, chitarra, percussioni (2004-presente)
- Pollard Berrier - voce, chitarra (2006-presente)
- Maria Q - voce (2002, 2006-)
- Jonathan Noyce - basso (2006-presente)
- Holly Martin - voce (2012-presente)
- Lisa Mottram - voce (2020-presente)
- Mike Hurcombe - chitarra (2015-presente)
- Craig Walker - voce, chitarra ritmica (2001-2004, 2024-)

### Ex membri aggiuntivi
- Rosko John - rapping (1996, 2009-2010)
- Steve Harris - chitarra (2001-2014)
- Lee Pomeroy - Basso (1999-2006)
- Mathieu Martin - Batteria (1996-1999)
- Suzanne Wooder - Voce (1999)
- Roya Arab - voce (1996-1997)
- Karl Hyde - chitarra, basso (1996)

## Discografia

### Album in studio
- 1997 - Londinium
- 1999 - Take My Head
- 2002 - You All Look the Same to Me
- 2004 - Noise
- 2006 - Lights
- 2009 - Controlling Crowds
- 2009 - Controlling Crowds - Part IV
- 2012 - With Us Until You're Dead
- 2014 - Axiom
- 2015 - Restriction
- 2016 - The False Foundation
- 2022 - Call to Arms and Angels
- 2022 - Super8

### Raccolte
- 2019 - 25

### EP
- 2002 - Absurd EP

### Live
- 2005 - Unplugged
- 2007 - Live at Zenith
- 2011 - Live in Athens (DVD)

### Colonne sonore
- 2003 - Michel Vaillant (colonna sonora del film Adrenalina blu - La leggenda di Michel Vaillant)
- 2012 - Funeral (colonna sonora del film Venuto al mondo di Sergio Castellitto)
- 2013 - Bullets (colonna sonora del primo teaser trailer del videogioco Cyberpunk 2077)
- 2023 - Le ladre